# Torneo de Reserva 1993-94
El Torneo de Reserva 1993-94 fue la quincuagésimo tercera edición del certamen organizado por la Asociación del Fútbol Argentino.
Participaron un total de 17 equipos, todos participantes de la Primera División 1993-94.
El certamen consagró campeón por cuarta vez en su historia a Newell's Old Boys.

## Equipos
De los 20 equipos, participaron 17 en esta edición ya que Belgrano de Córdoba, Gimnasia y Tiro y Mandiyú desistieron:
| Equipo                      | Ciudad        |
| --------------------------- | ------------- |
| Argentinos Juniors          | Buenos Aires  |
| Banfield                    | Banfield      |
| Boca Juniors                | Buenos Aires  |
| Español                     | Buenos Aires  |
| Estudiantes de La Plata     | La Plata      |
| Ferro Carril Oeste          | Buenos Aires  |
| Gimnasia y Esgrima La Plata | La Plata      |
| Huracán                     | Buenos Aires  |
| Independiente               | Avellaneda    |
| Lanús                       | Lanús         |
| Newell's Old Boys           | Rosario       |
| Platense                    | Vicente López |
| Racing                      | Avellaneda    |
| River Plate                 | Buenos Aires  |
| Rosario Central             | Rosario       |
| San Lorenzo de Almagro      | Buenos Aires  |
| Vélez Sarsfield             | Buenos Aires  |

### Distribución geográfica de los equipos
| Región                 | Cant. | Equipos |
| ---------------------- | ----- | --- |
| Ciudad de Buenos Aires | 8     | Argentinos Juniors, Boca Juniors, Español, Ferro Carril Oeste, Huracán, River Plate, San Lorenzo de Almagro y Vélez Sarsfield |
| Conurbano bonaerense   | 5     | Banfield, Independiente, Lanús, Platense y Racing                                                                             |
| Ciudad de La Plata     | 2     | Estudiantes de La Plata y Gimnasia y Esgrima La Plata                                                                         |
| Ciudad de Rosario      | 2     | Newell's Old Boys y Rosario Central                                                                                           |

## Sistema de disputa
Se llevó a cabo en dos ruedas, por el sistema de todos contra todos, invirtiendo la localía. La tabla final de posiciones del torneo se estableció por acumulación de puntos. El ganador se consagró campeón.

## Tabla de posiciones
| Pos. | Equipo                      | Pts. | J  | DG  | GF |
| ---- | --------------------------- | ---- | -- | --- | -- |
| 1.°  | Newell's Old Boys           | 43   | 32 | 19  | 46 |
| 2.°  | Lanús                       | 41   | 32 | 19  | 50 |
| 3.°  | Boca Juniors                | 41   | 32 | 12  | 41 |
| 4.°  | Vélez Sarsfield             | 40   | 31 | 13  | 41 |
| 5.°  | San Lorenzo de Almagro      | 33   | 31 | 0   | 38 |
| 6.°  | Independiente               | 32   | 29 | 16  | 44 |
| 7.°  | Gimnasia y Esgrima La Plata | 32   | 30 | -4  | 33 |
| 8.°  | Racing                      | 31   | 32 | 0   | 38 |
| 9.°  | Argentinos Juniors          | 29   | 26 | 8   | 37 |
| 10.° | Rosario Central             | 29   | 29 | 5   | 34 |
| 11.° | Racing                      | 27   | 30 | -3  | 33 |
| 12.° | River Plate                 | 25   | 30 | -3  | 24 |
| 13.° | Platense                    | 25   | 30 | -11 | 29 |
| 14.° | Dep. Español                | 24   | 31 | -11 | 22 |
| 15.° | Huracán                     | 21   | 29 | -15 | 30 |
| 16.° | Ferro Carril Oeste          | 19   | 30 | -26 | 25 |
| 17.° | Banfield                    | 16   | 32 | -25 | 26 |

|  | Campeón. |

|                                      |
|                                      |
| Campeón Newell's Old Boys 4.º título |